# Чесма (река)
Чесма или Чазма је река у Републици Хрватској, лева притока реке Лоње. Дугај1 123,5 km са површином слива од 2.608 km².
Настаје од неколико поточића који извиру на јужној страни планине Билогоре и који се у подручју Великог Грђевца (јужно од Бјеловара) уливају у Грђевицу. Грђевица се од села Павловца зове Чесма. У доњем току та река се зове Чазма и под тим именом се улива у реку Лоњу недалеко од села Околи у Мославини. Главне притоке реке су Плавница и, Велика река. Чесма припада црноморском сливу. Протиче кроз град Чазму. Чазма је изразито равничарска река веома вијугавог тока, нарочито на мословачком подручју, где је земљиште веома погодно за пољопривреду, а делом се налази и под шумом. Уз њен ток пронађена су и знатна налазишта нафте, која се експлоатише.